# Ancienne école de filles de Vivoin
L'ancienne école de filles est un monument situé à Vivoin, en France.

## Localisation
Le monument est situé dans le département français de la Sarthe, au sud du bourg de Vivoin.

## Historique
Selon Julien Rémy Pesche, le bâtiment serait l'ancienne chapelle Saint-Jean de la maison-Dieu de Vivoin.
La porte romane est inscrite au titre des monuments historiques depuis le 6 janvier 1927.